# Урочище Тавпіширка
Тавпиші́рка — заповідне урочище в Українських Карпатах, в масиві Ґорґани. Розташоване за 8 км на північний захід від села Бистриця Надвірнянського району Івано-Франківської області. 
Площа 33 га. Створене в 1988 році. Перебуває у віданні ДП «Надвірнянський лісгосп» (Бистрицьке л-во, кв. 56, вид. 1, 3, 4, 7, 8, 11, 13, 18, 20, 23). 
Створене з метою збереження високопродуктивного смерекового лісу на висоті 800-900 м над р. м.), на схилах хребта Тавпиширка. 
В ході перевірки 21.09.1992 року було виявлено пошкодження короїдом, появу сухостою. Склад деревостану: 10См, вік 95-100 р, повнота ― 0,7 га, запас ― 450-560 м³. У 1990-1991 рр. проведено санітарно-вибіркову рубку в обсязі 345 м³ деревини.

## Джерело
- Рішення Івано-Франківського ОВК №127 від 12.07.1988